# Pacifico Saldari
Pacifico Saldari (Ascoli Piceno, 12 aprile 1923 – 1º settembre 1997) è stato un politico italiano.

## Biografia
Lavorò per molti anni come direttore della sezione di Ascoli Piceno dell'INPS e fu anche membro del comitato di gestione e del comitato esecutivo della Fondazione Cassa di Risparmio di Ascoli Piceno. Dal 1956 al 1962 fu presidente dell'Ascoli Calcio e nell'ottobre 1957 fu eletto primo presidente del Consorzio del bacino imbrifero montano del Tronto.
Esponente della Democrazia Cristiana, sedette nei banchi del consiglio comunale della città dal 1951 al 1964 e poi di nuovo dal 1966 al 1971, per un totale di quattro legislature. Il 23 luglio 1966 fu eletto sindaco di Ascoli Piceno e presiedette una giunta composta da quattro democristiani, tre socialisti, un repubblicano e un socialdemocratico. Terminò il mandato il 13 dicembre 1969 dopo avere rassegnato le dimissioni per motivi di salute.